# 기억의 해각
《기억의 해각》은 2021년 12월 24일에 방영한 《KBS 드라마 스페셜 2021》 시리즈 마지막인 아홉 번째 작품이다.

## 줄거리
은수는 오늘도 해안가 끝 다 쓰러져가는 펜션에 숨어들어 술을 퍼마시고, 석영은 알코올 중독에서 벗어나 이제는 반대로 은수를 돌본다. 석영은 은수의 지극했던 정성과 사랑, 그리고 모든 희생을 이번엔 자신이 돌려주리라 다짐한다. 하지만 매번 잊고 싶은 과거를 끄집어내 지독하게 후벼 파는 은수에게 지쳐가는 것도 사실이다.
미각을 잃어버린 은수에겐 석영의 생일에 끓어주는 미역국도 쉽지 않은 일이 되어 버렸다. 석영은 간을 보다 무심코 미역국을 뱉는 바람에 은수의 심기를 건드리고 만다. 은수는 심사가 꼬이고, 누구 때문에 내가 이 꼴이 됐는데 하는 원망의 가시가 다시금 돋는다. 집을 뛰쳐나간 은수는 차라리 죽어버리면 그만이라는 생각에 바다로 걸어 들어간다. 바다에 갇힌 미아처럼 울부짖는 은수를 구한 건 야간수영을 하던 해각이다. 해각은 은수의 텅 빈 일상과 마음속으로 점차 비집고 들어온다.

## 등장 인물

### 주요 인물
- 문근영 : 오은수 역
- 조한선 : 정석영 역 – 은수의 남편
- 강상준 : 해각 역 - 펜션 직원

### 그 외 인물
- 이진희
- 양조아
- 신담수
- 임가영
- 옥주리 : 수퍼 아줌마 역
- 최영인
- 임재근
- 신정윤